# IC 5192
IC 5192 ist eine Galaxie vom Hubble-Typ S im Sternbild Eidechse am Nordsternhimmel. Sie ist schätzungsweise 443 Millionen Lichtjahre von der Milchstraße entfernt.
Das Objekt wurde am 5. Dezember 1888 von Edward Emerson Barnard entdeckt.